# Joan O’Hara
Joan O’Hara (ur. 10 października 1930 w Rosses Point, zm. 23 lipca 2007 w Dublinie) – irlandzka aktorka teatralna, filmowa i telewizyjna. Dzięki roli Eunice Phelan z serialu Fair City była jedną z najpopularniejszych aktorek w Irlandii.

## Kariera
Karierę zaczynała w 1954 r. od drobnej roli w filmie Turas Tearnaimh. Potem występowała zarówno w filmach, jak i serialach jednak nie były to zbyt znaczące role. W 1988 r. zagrała w filmie Mój ojciec oraz Brzask, a w 1992 r. w Za horyzontem Rona Howarda. Kiedy pod koniec życia kręciła Uroki życia była już osłabiona chorobą, ale jej gra i wytrwałość zrobiły takie wrażenie na ekipie filmowej, że otrzymała owację na stojąco.    
Jako że była także aktorką teatralną często występowała w dublińskim Abbey Theatre i była członkiem sławnego stowarzyszenia Abbey Players.
W latach 90. stała się szerzej znana za sprawą popularnej irlandzkiej opery mydlanej Fair City, do której dołączyła w 1994 r. i grała w niej aż do swojej śmierci w 2007 r. Dzięki niej stała się nie tylko jedną z najpopularniejszych irlandzkich aktorek, ale też zaliczono ją do grona najpiękniejszych kobiet jej pokolenia.    
W życiu zawodowym szczególnym podziwem darzyła Samuela Becketta, Federico Garcíę Lorca i Ingmara Bergmana. Była też wielbicielką europejskiej i amerykańskiej awangardy.  

## Życie prywatne
Urodziła się i dorastała w Rosses Point w hrabstwie Sligo. Była córką Johna Charlesa O’Hary, oficera służącego w brytyjskim korpusie inżynieryjnym i Mai Kirwan. Ukończyła żeński college i Abbey School of Acting, gdzie zdobyła teoretyczne podstawy aktorstwa.
Większość swojego życia spędziła w Dublinie, ale kiedy w 1953 r. poślubiła Francisa J. Barry’ego mieszkała także w Londynie. Doczekała się czwórki dzieci: Siubhan, Sebastiana, Jane i Guya.   
Zmarła 23 lipca 2007 r. z powodu komplikacji po chorobie układu krążenia

## Filmografia

### Filmy
- 1954: Turas Tearnaimh jako Sheila
- 1958: She Didn't Say No! jakoMrs. Bates
- 1959: Home Is the Hero jako Josie O’Reilly
- 1978: Deeply Regretted By jako wdowa
- 1988: Mój ojciec (Da) jako pani Prynne
- 1988: Brzask (The Dawning) jako Maurya
- 1990: Awakening jako matka
- 1992:  Za horyzontem (Far and Away) jako dama
- 1993:  Zgubne Dziedzictwo (Fatal Inheritance) jako pani Gibney
- 1994: A Man of No Importance jako pani Crowe
- 1995: Moondance jako zakonnica
- 1997: The Fifth Province jako mama Timmiego
- 1998: Zaginione dzieciństwo (Her Own Rules) jako Mabel Carter
- 1999: Tajemny romans (ASecret Affair) jako Mabel Carter
- 2000: Footfalls jako matka
- 2007: Uroki życia (How About You) jako Alice Peterson

### Seriale
- 1958: ITV Play of the Week jako Pegeen Flaherty
- 1960: On Trial jako Mary Gorman
- 1966: Insurrection jako Countess Markievicz
- 1978: Teems of Times jako pani Clancy
- 1978: BBC2 Play of the Week jako pani Langrishe
- 1984: Caught in a Free State jako Iseult Stuart
- 1988: Fair City jako Eunice Phelan (od 1994)
- 1990: The Real Charlotte jako lady Dysart
- 1998: Two Lives jako mama
- 1999: Relative Strangers jako Bridget Mullen